# Plussulien
Plussulien é uma comuna francesa na região administrativa da Bretanha, no departamento Côtes-d'Armor. Estende-se por uma área de 22,07 km². Em 2010 a comuna tinha 505 habitantes (densidade: 22,9 hab./km²).